# باشگاه فوتسال صداقت کابل
باشگاه فوتسال صداقت کابل
باشگاه فوتسال صداقت کابل یک تیم فوتسال از افغانستان است که در لیگ برتر فوتسال افغانستان فعالیت می‌کند.
این تیم نائب قهرمان دور اول لیگ برتر فوتسال افغانستان و قهرمان دور دوم این لیگ شده است.
مالک این باشگاه جناب آقای حاج نصیر صداقت و سرپرست تیم ملی فوتسال افغانستان است.

## آمار و عملکرد
جدول زیر عملکرد کلی باشگاه صداقت را نشان می‌دهد.
| فصل       | مقام در لیگ برتر                   | مقام در لیگ قهرمانان آسیا |
| --------- | ---------------------------------- | ------------------------- |
| ۱۳۹۹–۱۴۰۰ | نایب قهرمان                        | راه نیافت                 |
| ۱۴۰۰–۱۴۰۱ | قهرمان                             | برگزار نشد                |
| ۱۴۰۱–۱۴۰۲ | توقف به علت تحولات سیاسی افغانستان | برگزار نشد                |
| ۱۴۰۲–۱۴۰۳ | توقف به علت تحولات سیاسی افغانستان | برگزار نشد                |
| ۱۴۰۳–۱۴۰۴ | پنجم                               | راه نیافت                 |

## افتخارات
- نایب قهرمانی در دور اول لیگ برتر فوتسال افغانستان
- قهرمانی در دور دوم لیگ برتر فوتسال افغانستان[۲][۳]
- قهرمان جام قرقیزستان[۴]
- مقام پنجمی دور سوم لیگ برتر فوتسال افغانستان